# Theodor Blank
Pour les articles homonymes, voir Blank.
Theodor Anton Blank, né le 19 septembre 1905 à Elz et mort le 14 mai 1972 à Bonn, est un homme politique allemand membre de l'Union chrétienne-démocrate d'Allemagne (CDU).
Après la Seconde Guerre mondiale, il participe à la fondation de la CDU en Westphalie et de la Confédération allemande des syndicats (DGB). En 1950, il est nommé délégué du chancelier pour l'augmentation des troupes alliées, et entame une réflexion et des travaux qui mèneront au réarmement de l'Allemagne de l'Ouest en 1955.
Il devient peu après le premier ministre fédéral de la Défense du pays. Il est remplacé dès l'année suivante par Franz Josef Strauß, mais retrouve le cabinet en 1957, en tant que ministre fédéral du Travail, poste qu'il occupe jusqu'en 1965.

## Éléments personnels

### Formation et carrière
Il termine ses études secondaires en 1919, et suit un apprentissage de charpentier modéliste qui prend fin en 1923, tout en assistant dans le même à des cours pour ouvriers métallurgistes. Il travaille ensuite dans une briqueterie jusqu'en 1929, puis devient secrétaire de la confédération des centrales des travailleurs chrétiens des usines et transports pour quatre ans.
À la suite de l'interdiction des syndicats chrétiens par les nazis en 1933, il se retrouve au chômage. En 1935, il passe avec succès son Abitur en candidat libre à Essen, et entreprend des études supérieures de sciences physiques et mathématiques à Münster, ainsi que de sciences de l'ingénieur à Hanovre.
Il retrouve par la suite un emploi, en obtenant un poste de constructeur mécanique chez Junkers, à Dessau, puis est recruté en 1938 par une société produisant du matériel de forage de Dortmund. Il quitte son poste un an plus tard pour servir dans la Wehrmacht pendant la Seconde Guerre mondiale, terminant le conflit en tant que lieutenant de réserve.
Membre fondateur de la Confédération allemande des syndicats (DGB) en 1949, il fait partie du comité directeur du syndicat des mines IG Bergbau de 1945 à 1950, et en est vice-président à partir de 1948.

### Vie privée
Il est le troisième enfant d'une fratrie qui en comptait dix, et le fils d'un charpentier. En 1913, il déménage avec ses parents d'Elz à Bochum, et a épousé Paula Baumgart en 1939. Il est de religion catholique.

## Vie politique

### Parcours militant
Il fait partie, en 1945, des membres fondateurs de l'Union chrétienne-démocrate d'Allemagne (CDU) de Westphalie, et de la section de l'Association des salariés chrétiens-démocrates (CDA) de Dortmund. Il entre au comité directeur fédéral de la CDU en 1958, tout en étant désigné vice-président du parti, sous la direction de Konrad Adenauer. Il renonce à cette fonction lors de l'élection de Ludwig Erhard à la présidence, en 1966, et quitte le comité directeur trois ans plus tard.

### Vie institutionnelle
Après avoir été élu membre du conseil municipal de Dortmund en 1945, il est nommé membre du Landtag provisoire de Rhénanie-du-Nord-Westphalie par les autorités britanniques d'occupation en octobre 1946, puis y est élu le 20 avril 1947. La même année, il intègre le conseil économique de la Bizone, où il est un ardent défenseur de l'économie sociale de marché, conformément au programme d'Ahlen.
Il est élu député fédéral de Rhénanie-du-Nord-Westphalie au Bundestag, représentant la circonscription de Borken – Bocholt – Ahaus, lors des premières élections fédérales, en 1949. Trois ans plus tard, il fait partie des trente-quatre députés CDU/CSU qui soutiennent l'introduction du scrutin uninominal majoritaire à un tour pour l'élection des députés fédéraux, ce qui met en péril la stabilité du gouvernement de Konrad Adenauer, et rédige, en 1957, le projet de loi relatif à la privatisation de Volkswagen.
Après avoir siégé au comité directeur du groupe parlementaire chrétien-démocrate entre 1956 et 1957, il en est désigné vice-président en 1965, et le reste quatre ans. Il démissionne le 21 avril 1972, étant déjà gravement malade.

#### Bureau Blank

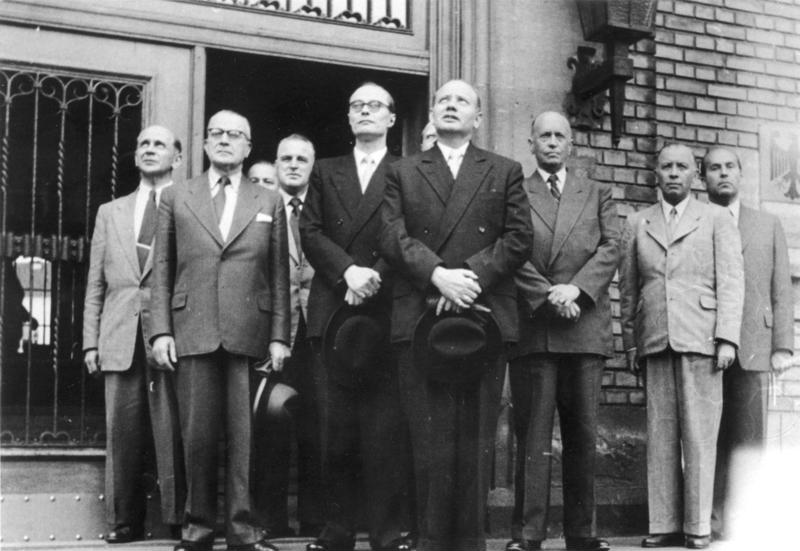
Les membres du bureau Blank en 1955.

Le 26 octobre 1950, il est nommé délégué du chancelier fédéral chargé des questions portant sur l'augmentation des troupes alliées, et crée, avec deux anciens généraux, le « bureau Blank », parfois appelé le « service Blank ». Son administration travaille alors exclusivement sur la question du réarmement de l'Allemagne de l'Ouest et la mise sur pied des nouvelles forces armées fédérales.
La création du bureau et sa mission ont fait l'objet de nombreuses critiques, cinq ans seulement après la fin de la Seconde Guerre mondiale. Les membres du bureau ont pour leur part réfléchi à ce qui concernait le camouflage, les tenues de combat, la vision nocturne ou encore les transports militaires.
La mission dévolue à Blank donne lieu à plusieurs incidents, dont une agression à Augsbourg. Alors qu'il participe à une réunion électorale de la CSU pour les élections régionales de 1954, il est empêché de s'exprimer pendant près de vingt-cinq minutes par les cris d'environ sept cents personnes. Il est alors évacué par la police. À cette occasion, il est frappé à l'aide d'un verre à pied vide brisé, ce qui occasionna une blessure à la joue droite, et visé par la béquille d'un invalide de guerre.

#### Ministre fédéral
Theodor Blank est désigné ministre fédéral de la Défense le 8 juin 1955. À ce titre, il accueille, cinq mois plus tard, les cent premiers volontaires de la Bundeswehr à Bonn. Personnage toujours controversé, il est remplacé par Franz Josef Strauß le 16 octobre 1956 et quitte le gouvernement fédéral. Il y revient le 29 octobre 1957 en tant que ministre fédéral du Travail et de l'Ordre social, où il tente de réformer le système de protection sociale. Reconduit le 17 octobre 1963 par Ludwig Erhard lorsque ce dernier remplace Adenauer, il quitte le cabinet le 26 octobre 1965, juste après les élections fédérales.